# Hippeastreae
Hippeastreae es una tribu perteneciente a la familia Amaryllidaceae.
Es una tribu neotropical originaria de América. Está caracterizada por un escapo hueco y cierto desarrollo del paraperigonio. Hippeastrum, Griffinia, Habranthus, y Sprekelia son algunos de los géneros de esta tribu.

## Subtribus
Presenta las siguientes subtribus y géneros:
- Subtribu: Hippeastrineae
  - Géneros: Eithea - Hippeastrum - Phycella - Placea - Rhodophiala - Traubia
- Subtribu: Zephyranthinea
  - Géneros: Habranthus - Sprekelia - Zephyranthes